# Herissantia intermedia
Herissantia intermedia är en malvaväxtart som först beskrevs av Emil Hassler, och fick sitt nu gällande namn av Antonio Krapovickas. Herissantia intermedia ingår i släktet Herissantia och familjen malvaväxter. Inga underarter finns listade i Catalogue of Life.